# Lotte Olsen
Lotte Olsen (* 23. November 1966 in Nyborg) ist eine ehemalige dänische Badmintonspielerin. Sie ist die Schwester von Rikke Olsen.

## Karriere
Lotte Olsen startete 1996 bei Olympia und wurde dabei 5. im Damendoppel mit Ann Jørgensen und 9. im Mixed mit Christian Jakobsen. Bei der Europameisterschaft 1994 gewann sie zweimal Bronze, bei der Weltmeisterschaft im Jahr zuvor einmal Bronze.

## Sportliche Erfolge
| Saison    | Veranstaltung                                    | Disziplin   | Platz | Name                                                            |
| --------- | ------------------------------------------------ | ----------- | ----- | --------------------------------------------------------------- |
| 1978/1979 | Dänemark: Einzelmeisterschaften der Junioren U13 | Dameneinzel | 1     | Lotte Olsen, Karlslunde                                         |
| 1978/1979 | Dänemark: Einzelmeisterschaften der Junioren U13 | Damendoppel | 1     | Lotte Olsen, Karlslunde / Gitte Gandborg, Værløse               |
| 1980/1981 | Dänemark: Einzelmeisterschaften der Junioren U15 | Damendoppel | 1     | Lotte Olsen, Karlslunde / Lene Jørgensen, Ballerup              |
| 1980/1981 | Dänemark: Einzelmeisterschaften der Junioren U15 | Dameneinzel | 1     | Lotte Olsen, Karlslunde                                         |
| 1983/1984 | Dänemark: Einzelmeisterschaften der Junioren U19 | Damendoppel | 1     | Lotte Olsen / Jeanette Jensen, Greve                            |
| 1984      | Norwegian International                          | Damendoppel | 1     | Lotte Olsen / Marian Christiansen                               |
| 1984/1985 | Dänemark: Einzelmeisterschaften der Junioren U19 | Damendoppel | 1     | Lotte Olsen, Greve / Lene Sørensen, Triton                      |
| 1985      | Norwegian International                          | Damendoppel | 1     | Charlotte Madsen / Lotte Olsen                                  |
| 1985      | Norwegian International                          | Dameneinzel | 1     | Lotte Olsen                                                     |
| 1985      | Nordische Juniorenmeisterschaften                | Damendoppel | 1     | Lotte Olsen / Lene Sørensen                                     |
| 1985      | Junioren-Europameisterschaft                     | Damendoppel | 1     | Lisbet Stuer-Lauridsen / Lotte Olsen                            |
| 1985      | Junioren-Europameisterschaft                     | Dameneinzel | 2     | Lotte Olsen                                                     |
| 1985/1986 | Dänemark: Einzelmeisterschaft der Amateure       | Damendoppel | 1     | Lotte Olsen, Greve Strand BK / Nettie Nielsen, Hvidovre BC      |
| 1987      | Portugal International                           | Damendoppel | 1     | Pernille Dupont / Lotte Olsen                                   |
| 1987      | Portugal International                           | Mixed       | 1     | José Nascimento / Lotte Olsen                                   |
| 1988/1989 | Dänemark: Einzelmeisterschaften                  | Damendoppel | 1     | Anne Mette Bille, Skovshoved / Lotte Olsen, Kastrup-Magleby BK  |
| 1989      | Norwegian International                          | Damendoppel | 1     | Camilla Martin / Lotte Olsen                                    |
| 1989      | Norwegian International                          | Mixed       | 1     | Thomas Stuer-Lauridsen / Lotte Olsen                            |
| 1990      | Denmark Open                                     | Damendoppel | 1     | Lotte Olsen / Dorte Kjær                                        |
| 1990      | Nordische Meisterschaften                        | Damendoppel | 1     | Dorte Kjær / Lotte Olsen                                        |
| 1990      | German Open                                      | Damendoppel | 1     | Dorte Kjær / Lotte Olsen                                        |
| 1990/1991 | Dänemark: Einzelmeisterschaften                  | Damendoppel | 1     | Dorte Kjær, Greve Strand / Lotte Olsen, Kastrup-Magleby         |
| 1992      | Canadian Open                                    | Damendoppel | 1     | Pernille Dupont / Lotte Olsen                                   |
| 1993      | Weltmeisterschaft                                | Damendoppel | 3     | Lotte Olsen / Lisbet Stuer-Lauridsen                            |
| 1993      | Denmark Open                                     | Damendoppel | 1     | Lisbet Stuer-Lauridsen / Lotte Olsen                            |
| 1993      | Canadian Open                                    | Damendoppel | 1     | Pernille Dupont / Lotte Olsen                                   |
| 1993      | Norwegian International                          | Damendoppel | 1     | Lotte Olsen / Helene Kirkegaard                                 |
| 1993      | Scottish Open                                    | Damendoppel | 1     | Lotte Olsen / Lisbeth Stuer Lauridsen                           |
| 1993/1994 | Dänemark: Einzelmeisterschaften                  | Damendoppel | 1     | Lisbet Stuer-Lauridsen, Lillerød / Lotte Olsen, Kastrup-Magleby |
| 1994      | Europameisterschaft                              | Mixed       | 2     | Christian Jakobsen / Lotte Olsen                                |
| 1994      | Europameisterschaft                              | Damendoppel | 2     | Lotte Olsen / Lisbet Stuer Lauridsen                            |
| 1994      | Swiss Open                                       | Damendoppel | 1     | Lotte Olsen / Lisbet Stuer-Lauridsen                            |
| 1996      | Olympia                                          | Damendoppel | 5     | Ann-Lou Jørgensen / Lotte Olsen                                 |
| 1996      | All England                                      | Damendoppel | 3     | Ann-Lou Jørgensen / Lotte Olsen                                 |
| 2002/2003 | Dänemark: Seniorenmeisterschaften 35+            | Mixed       | 1     | Lars Petersen, Skælskør / Lotte Olsen, Værløse                  |